# Горещ вятър
„Горещ вятър“ (на сръбски: Врућ ветар или Vruć vetar) е югославски телевизионен сериал, сниман като продукция на Телевизия Белград през 1979 и излъчен през 1980 година. В него участват редица от най-бележитите актьори на Социалистическа Югославия.
Сериалът добива огромна популярност не само в Югославия, но и в Унгария, Румъния, България и Чехословакия. Песента от сериала „А сад адио“ (А сега сбогом) става една от най-хитовите. Песента дори е изпята на унгарски, чиито изпълнител е и самия Любиша Самарджич.
По мотиви на сериала е създадена и киноверсия, наречена „Приключенията на Боривое Шурдилович“ (на сръбски: Авантуре Боривоја Шурдиловића или Avanture Borivoja Šurdilovića) който свързва трети и четвърти епизод.

## Сюжет
Внимание:  Текстът по-долу разкрива сюжета на произведението (или части от него)!
Боривое Шурдилович, известен още като Шурда решава да напусне родното Власотинце и се премества в Белград, решавайки да стане богат, като неговата мечта е да заживее в Гърция. Той живее в малка къща заедно с баба си и вуйчо си Фирга, бивш зидар. Шурда започва като бръснар в малка бръснарница, но я продава след като бива пребит от клиент. С парите от продажбата купува кола на старо и става таксиметров шофьор, но след като не печели пари от това се отказва. След като научава от Боб, който е измамник и приятел на Шурда от детските години, за хубавия живот зад граница, заминава за Западна Германия, но никоя от професиите, предлагани от него там не го привлича. След като се връща в Югославия се запознава с Весна, атрактивна стюардеса и двамата се женят. По същото време Фирга успява да наеме Шурда в строителното предприятие „Тухла и керемида“, където той работи преди инцидента (пада от скеле), който води до неговото пенсиониране. Въпреки че е пак недоволен от работата си, от ниското заплащане, от ядосаните клиенти и честите спорове между бабата и Фирга в къщата Шурда и Весна се скарват и са на крачка от развод, но той не е осъществен, тъй като адвоката на Весна съобщава, че тя е бременна в напреднал стадий, а малко след проваления процес ражда син. Малко след раждането на сина си Шурда решава да кандидатства за жилище, който предприятието раздава на своите служители, но няма нужните точки за да го получи. След като научава, че за различни щети се дават повече точки той, заедно с Боб и семейството си чупят цялата къща и успяват да заблудят жилищната комисия, показавайки живота в "занамарената" къща. Благодарение на хитрия план Шурда разбива голямата конкуренция и получава жилище, но малко след нанасянето настъпват промени в критериите и за сметка на това губи жилището, но въпреки предпреждението той не го напуска и води съдебни дела с предприятието. В крайна сметка след едно позвънване от държавен служител, Фирга, който отговоря на позвънването получава жилище от общината, тъй като къщата, където е живял, а също така и негова собственост е премахната. След като споделя това на близките си заминават за новото жилище, но още с отключването на вратата разбират, че е добре заключена. Оказва се, че зад това стои Пера, който по професия е химик и категорично отказва да даде апартамента на Фирга като казва, че това е неговото жилище. Въпреки това с помощта на милицията семейство Шурдилович се нанася, Пера е изгонен, а Шурда започва работа при общия работник Кръстивое Кръстич, известен като Едноръкия Кръстивое, но заради провален експеримент на нов вид алкохол напуска. След като случайно прави прическа на Весна, Шурда се връща към занаята, с който започва да си пробва късмета в столицата и благодарение на спечелените конкурси и посещенията на известни личности той става един от най-известните фризьори в цялата страна.

## Актьорски състав
Роли във филма изпълняват актьорите:
- Любиша Самарджич – Боривое Шурдилович – Шурда
- Миодраг Петрович – Благое Попович – Фирга, вуйчото
- Бора Тодорович – Слободан Михайлович – Боб, тарикат и мошеник, приятел на Шурда
- Весна Чипчич – Весна, жената на Шурда
- Радмила Савичевич – бабата
- Жика Миленкович – Соча, бащата на Шурда

## Епизоди
1. Човек на погрешно място - 6 януари 1980 г.
2. Таксиметров шофьор - 13 януари 1980 г.
3. Гастарбайтер - 20 януари 1980 г.
4. Фатална среща - 27 януари 1980 г.
5. Сватбена вихрушка - 3 февруари 1980 г.
6. Апартамент - 10 февруари 1980 г.
7. На барикадите - 17 февруари 1980 г.
8. Изобретението - 24 февруари 1980 г.
9. Крушение - 3 март 1980 г.
10. Шампион - 10 март 1980 г.

## "Горещ вятър" в България
В България сериалът за първи път е излъчен по Българската телевизия през 1983 г. В периода февруари-март 1995 г. се излъчва по Нова телевизия, като след това е повтарян неколкократно. На 20 ноември 2010 г. започва излъчване по bTV Comedy, а неговото повторение започва на 3 март 2012 г. Заедно с това е издадена и DVD-версия. И по трите телевизии и DVD-версията сериалът върви със субтитри на български.